# Programa MFi

El logotip modern Made for iPod és típic de la insígnia del programa MFi.

El programa MFi d'Apple Inc., que fa referència a "Made for iPhone/iPod/iPa ", és un programa de llicències per a desenvolupadors de perifèrics de maquinari i programari que funcionen amb l'iPod, l'iPad i l'iPhone d'Apple. El nom és una versió escurçada de la forma llarga Made for iPod, el programa original que finalment es va convertir en MFi.

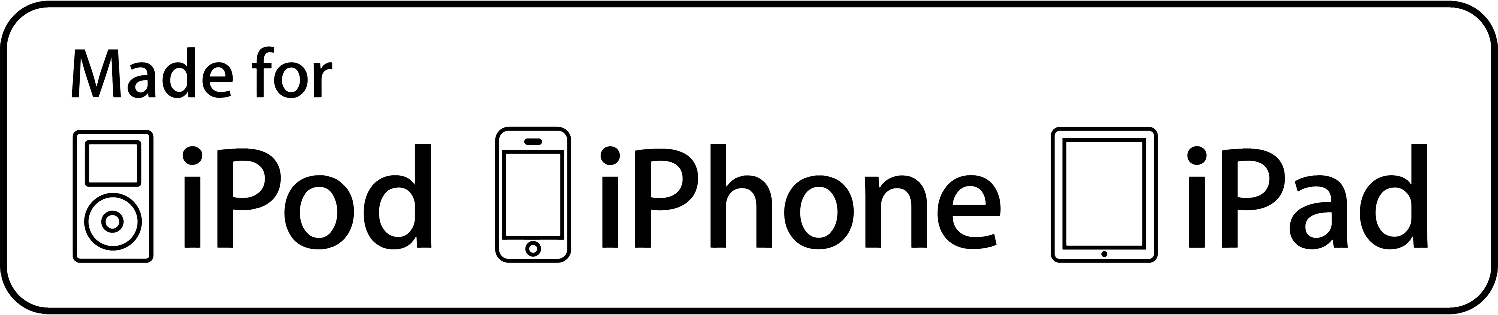
Logotip per a iPod, iPhone i iPad

El programa MFi cobreix diversos connectors de dispositius, com ara la presa d'auriculars, el connector de base original i el connector Lightning més recent, així com el suport d'AirPlay. Les empreses que s'uneixen al programa MFi i que passen les proves de certificació poden mostrar certs logotips relacionats amb MFi a l'embalatge dels seus productes, com ara la insígnia "Made for iPod".
El programa Made for iPod es va llançar a la Macworld Expo l'11 de gener de 2005, encara que alguns productes llançats just abans de l'anunci portaven l'etiqueta "Ready for iPod". En aquell moment es va informar que Apple cobraria una retallada del 10% per a tots els productes amb el logotip, i la premsa ho va descriure com un "impost". Els iPod utilitzen una presa d'auriculars estesa que permet entrades de control addicionals com ara ajustos de silenci i volum, i hi havia llicències disponibles per als productes que es connecten a la presa o al connector de la base.
Quan s'utilitza el connector de base, els dispositius poden controlar l'iPod mitjançant un protocol de sèrie senzill conegut com a Apple Accessory Protocol (AAP). Això utilitza un (normalment) un senyal de comunicacions de19.200 bits/s amb 8N1 per enviar paquets curts que contenen ordres com "prendre nota de veu" o "pujar el volum". Amb la introducció dels iPods de 3a generació, l'AAP també estava disponible per a la connexió dels auriculars. Aquests senyals són utilitzats per molts dispositius Made for iPod per permetre el control remot, inclosos els sistemes d'integració de cotxes.